# La Sonora Carruseles
La Sonora Carruseles est un groupe colombien de salsa formé en 1995 à Medellín.
Ils ont remis au gout du jour le Boogaloo (une fusion de soul et de musique latine, mode éphémère apparue avant la salsa à New York) et joue aussi des cumbias.
Leur style est inspiré par la salsa des années 1970.
Le groupe est fondé par Mario Rincón Pachanga. Le nom Carruseles est le titre d'une chanson du Sexteto Miramar.

## Histoire
La Sonora Carruseles s'est formée dans la ville colombienne de Medellín en 1995. Le groupe commence comme une expérience musicale pour Mario Rincón "Pachanga" (ancien directeur musical de la maison de disques basée en Colombie : Discos Fuentes). Après des essais sonores, le projet est approuvé et un premier album sort cette année.
Le groupe sort de nombreux albums et parcourt une grande partie de l'Europe et de l'Amérique latine notamment les pays hispanophones,. Avec le temps sa formation est passée de complètement colombienne à seulement la moitié. L'autre moitié est constituée de latinos américains.

## Faits relatifs au groupe
- En 2015 le Président des États-Unis d'Amérique Barack Obama a inclus la chanson La Salsa la Traigo Yo! à la liste de musique officielle de la présidence sur Spotify[3]

## Formation

### Membres actuels
- Morist Gimenez Jr : Directeur musical
- Leonardo Sierra: chant
- Luis "Taquito" Ruiz: chant
- Jans Certuche: chant
- Daniel Marmolejo: chant
- Luis Rodriguez: basse
- Horacio Miramontes: Piano
- Hamilton Murillo: Timbales
- Diego Camacho: Bongo
- Yasmani Roque: Trompette
- Gerardo Rodriguez: Trompette
- Raul Rodriguez: Trompette